# علي أباد باراندوز
علي أباد باراندوز هي قرية في مقاطعة أرومية، إيران. عدد سكان هذه القرية هو 341 في سنة 2006.